# کاتلین فریمن
کاتلین فریمن (انگلیسی: Kathleen Freeman; ۱۷ فوریهٔ ۱۹۱۹ – ۲۳ اوت ۲۰۰۱) هنرپیشه اهل ایالات متحده آمریکا بود. وی بین سال‌های ۱۹۴۸ تا ۲۰۰۱ میلادی فعالیت می‌کرد.
از فیلم‌هایی که وی در آن نقش داشته‌است، می‌توان به برادران بلوز ۲۰۰۰، خدمتکار نامرتب، شیفته زن‌ها، خانه کنار رودخانه، دهان‌گشاد، فریب‌خورده، پروفسور دیوانه، سه نفر روی نیمکت، سلاح عریان ۳، گرملین‌ها ۲، سرود کیبل هوگ، دام، قوی‌ترین مرد جهان، میرا برکینریج، گرگ نوجوان ۲، بهترین زمان، ریچی ریچ ۲ و راه جبهه از کدوم طرفه؟ اشاره کرد.